# Ірвона (Пенсільванія)
Ірвона (англ. Irvona) — місто (англ. borough) в США, в окрузі Клірфілд штату Пенсільванія. Населення — 549 осіб (2020).

## Географія
Ірвона розташована за координатами 40°46′26″ пн. ш. 78°33′1″ зх. д. / 40.77389° пн. ш. 78.55028° зх. д. (40.773830, -78.550269).  За даними Бюро перепису населення США в 2010 році місто мало площу 2,46 км², з яких 2,41 км² — суходіл та 0,05 км² — водойми.

## Демографія
Згідно з переписом 2010 року, у селищі мешкало 647 осіб у 238 домогосподарствах у складі 184 родин. Густота населення становила 263 особи/км².  Було 262 помешкання (107/км²).
Расовий склад населення:
| - 98,6 % — білих - 0,2 % — азіатів |

До двох чи більше рас належало 1,2 %. Частка іспаномовних становила 0,2 % від усіх жителів.
За віковим діапазоном населення розподілялося таким чином: 24,3 % — особи молодші 18 років, 61,3 % — особи у віці 18—64 років, 14,4 % — особи у віці 65 років та старші. Медіана віку мешканця становила 40,8 року. На 100 осіб жіночої статі у селищі припадало 86,5 чоловіків;  на 100 жінок у віці від 18 років та старших — 90,7 чоловіків також старших 18 років.
Середній дохід на одне домашнє господарство  становив 50 189 доларів США (медіана — 39 702), а середній дохід на одну сім'ю — 54 047 доларів (медіана — 46 250). Медіана доходів становила 28 375 доларів для чоловіків та 34 250 доларів для жінок. За межею бідності перебувало 21,2 % осіб, у тому числі 29,1 % дітей у віці до 18 років та 10,3 % осіб у віці 65 років та старших.
Цивільне працевлаштоване населення становило 352 особи. Основні галузі зайнятості: освіта, охорона здоров'я та соціальна допомога — 28,7 %, виробництво — 12,2 %, будівництво — 8,8 %, транспорт — 8,2 %.